# Chains

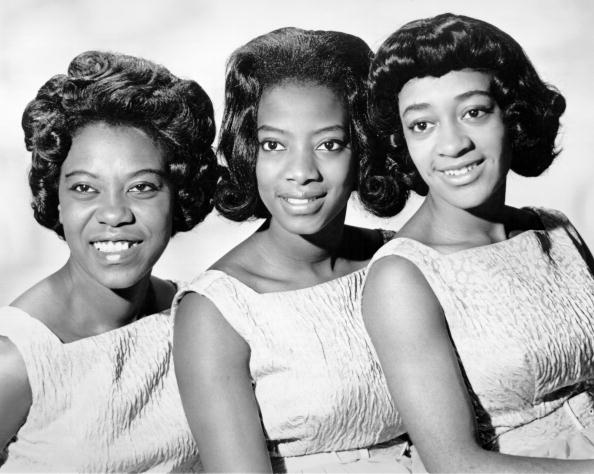
The Cookies in 1962

Chains is een compositie geschreven door Gerry Goffin en Carole King in de vroege jaren 1960, toen het schrijversduo met elkaar getrouwd was. The Everly Brothers namen het nummer als eerste artiest op maar brachten dit niet uit. Amerikaanse meidengroep The Cookies scoorde er een hit mee in 1962, en werd in 1963 gecoverd door Britse rockband The Beatles.

## Versie van The Cookies
The Cookies was een meidengroep die actief was in het Brill Building te New York, en zongen bijvoorbeeld als achtergrondkoor op Little Eva's The Loco-motion, wat een grote hit werd.

### Bezetting
- Earl-Jean McCrea - leadzang
- Margaret Ross - achtergrondzang
- Dorothy Jones - achtergrondzang
- Eva Boyd (Little Eva) - achtergrondzang

## Versie van The Beatles

### Achtergrond
Chains werd door de band live gespeeld voor hun debuutalbum Please Please Me werd opgenomen. Innovatief aan hun opname was de harmonicasolo van John Lennon.

### Opname
Het hele album Please Please Me werd op 11 februari 1963 in minder dan dertien uur ingeblikt. Mark Lewisohn schreef hierover dat "het moeilijk voorstelbaar is dat er 585 productievere minuten in de geschiedenis van muziekopnames kunnen bestaan." Voor Chains had men vier takes nodig, maar producer George Martin behield enkel de eerste take. Volgens Ian MacDonald blinkt de opname niet uit in spontaneïteit en lijkt niemand echt toegewijd te zijn.

### Bezetting
Bezetting volgens Ian MacDonald
- George Harrison – zang, leadgitaar
- Paul McCartney – zang, basgitaar
- John Lennon - zang, ritmegitaar, harmonica
- Ringo Starr – drums

## Andere Versies
- Bulgaars-Franse zangeres Sylvie Vartan nam een Franstalige versie op van het nummer in 1963. Het nummer werd door Georges Aber herwerkt naar Chance.